# Doun Kaev
Krong Doun Kaev (Stadt Doun Kaev) ist die Hauptstadt der Provinz Takeo und liegt im Südosten Kambodschas. Die Stadt hatte 39.186 Einwohner im Jahre 1998. Die Einwohnerzahl beträgt 43.402 (Stand: Zensus 2019).
Bekannt ist sie auch wegen des Angebots von Süßwassergarnelen aus der Region mit besonders guter Qualität.

## Geografie
Die Stadt befindet sich inmitten ausgedehnter Reisfelder, die von Hunderten von Kanälen durchzogen sind.